# Pseudopolybia
Pseudopolybia är ett släkte av getingar. Pseudopolybia ingår i familjen getingar.
Kladogram enligt Catalogue of Life:
| Pseudopolybia | \| \| Pseudopolybia compressa \| \| \| \| \| \| Pseudopolybia difficilis \| \| \| \| \| \| Pseudopolybia langi \| \| \| \| \| \| Pseudopolybia vespiceps \| \| \| \| |
|               | \| \| Pseudopolybia compressa \| \| \| \| \| \| Pseudopolybia difficilis \| \| \| \| \| \| Pseudopolybia langi \| \| \| \| \| \| Pseudopolybia vespiceps \| \| \| \| |
|               | Pseudopolybia compressa |
|               | |
|               | Pseudopolybia difficilis |
|               | |
|               | Pseudopolybia langi |
|               | |
|               | Pseudopolybia vespiceps |
|               | |